# Venustiano Carranza (Chiapa de Corzo)
Venustiano Carranza es una localidad del estado mexicano de Chiapas. Es parte del municipio de Chiapa de Corzo.

## Toponimia
El nombre de la localidad rinde homenaje a Venustiano Carranza, líder del Ejército Constitucionalista y promotor de la Constitución de 1917.

## Demografía
| Gráfica de evolución demográfica |
|                                  |

| Censo | Población |
| ----- | --------- |
| 1940  | 18        |
| 1950  | 253       |
| 1960  | 328       |
| 1970  | 407       |
| 1980  | 534       |
| 1990  | 719       |
| 2000  | 1 045     |
| 2010  | 1 301     |
| 2020  | 1 605     |